# Lindsey Stirling
Lindsey Stirling, nascuda el 21 de setembre de 1986 a Santa Anna, Califòrnia (EUA), és una violinista, ballarina, artista de performance, cantant i compositora nord-americana. Stirling presenta actuacions de violí coreografiades, vídeos musicals, tant en viu com en el seu canal de YouTube, Lindsey Stirling, que es va presentar el 2007. El 2010 Stirling va ser quart finalista a la cinquena temporada d'America's Got Talent.

## Joventut
Stirling és la fill mitjana de tres filles de Stephen i Diane Stirling. Stirling descriu la seva infància com si es va criar en una llar modesta i va declarar: "No canviaria els meus anys d'infància humil per cap altra cosa". les seves mitges lliçons. Encara que els instructors els van dir que "un nen no aprendrà a tocar en 15 minuts a la setmana", els seus pares van persistir, i als cinc anys va començar a prendre classes de violí.
Vivint a Gilbert, Arizona, Stirling va assistir a la "Greenfield Junior High", i als setze anys, Stirling va assistir a la "Mesquite High School" i es va unir a quatre amics en una banda de rock anomenada "Stomp on Melvin". Com a part de la seva experiència amb el grup, Stirling va escriure una cançó solista de violí rock, i la seva actuació la va ajudar a guanyar el títol estatal de Miss Junior d'Arizona i reclamar el Premi Spirit a la competició final de Miss Junior d'Amèrica. Stirling també va ser membre de la "Charley Jenkins Band" durant aproximadament un any.

Des de jove, Stirling tenia una fascinació per la dansa i desitjava prendre classes de ball i violí. En una entrevista amb "New Media Rockstars", va dir:
| « | "... des que era petita, sempre he desitjat poder ballar, però els meus pares van dir: "Pots triar el violí o pots triar la dansa", però no ens podem permetre les dues coses", i vaig triar el violí. Així que això és una mena de satisfacció, és divertit dir-ho, però això és una cosa que sempre he volgut fer." | » |

## Carrera
Des del 2010, Stirling ha llançat tres àlbums d'estudi, un EP i diversos singles. El seu àlbum debut homònim va ser un èxit comercial a Europa, venent 200.000 còpies a Alemanya, guanyant una certificació de platí. Va ser nominada i guanyadora a dos Echo Awards a Alemanya, un el 2014 i un altre el 2015, tots dos a la categoria "Crossover". També va rebre certificacions a Àustria, Suïssa i Polònia. El seu àlbum debut va ser nominat als Premis Billboard de Música 2014 en la secció de "Top Dance / Electronic Albums". Realitza una varietat d'estils de música, des de clàssica fins al pop i la música electrònica ballable. A part de l'obra original, la seva discografia conté versions de cançons d'altres músics i diverses bandes sonores. Stirling també és una sensació a YouTube: el seu vídeo musical "Crystallize" va acabar com el vuitè vídeo més vist el 2012 i la seva versió de "Radioactive" amb Pentatonix va guanyar Resposta de l'Any en els primers Premis YouTube Música a 2013. Lindsey també ha venut més d'un milió de senzills a tot el món i al maig de 2014 el seu segon àlbum d'estudi, Shatter Me, va arribar al número 2 del Billboard 200. El seu canal de YouTube té al dia d'avui més de vuit milions de subscriptors i mil milions de visites en total. En els premis de la música Billboard 2015, Lindsey va guanyar el premi al "Millor àlbum de Dance / Electronic" per "Shatter Em" i en els premis de música Billboard 2016 es va presentar amb Céline Dion tocant "The show must go on" originària de la banda Queen.
L'octubre de 2015, la revista Forbes Mèxic va classificar a Stirling dins dels deu YouTubers més rics del món, tenint com a requisit principal que tinguessin com a mínim un ingrés anual de 2,5 milions de dòlars en guanys, Stirling ocupava el lloc número 4, sent dins de la llista l'única dedicada a la música, ja que els altres classificats es dediquen a l'entreteniment, videojocs, una xef i una maquilladora.
El 12 gener 2016 va publicar el seu nou llibre biogràfic amb la seva germana Brooke S. Passey titulat "The Only Pirate at the Party" que abasta en gran part la seva infantesa, adolescència i la seva trajectòria com a músic.
El juny de 2016, Stirling va anunciar el seu nou àlbum d'estudi Brave Enough, que s'havia de llançar el 19 d'agost de 2016. Poc després, va penjar un nou vídeo musical "The Arena" al seu canal principal.[115] Després del seu llançament, Brave Enough va debutar al número u de la llista d'àlbums electrònics i de ball dels Estats Units i al número 5 del Billboard 200, on va assolir el seu cim. Stirling va llançar un tema exclusiu "Firefly" amb Brave Enough via Pledge Music, que comptava amb Stirling a la veu. La cançó s'utilitzaria més tard a la pel·lícula Barbie: Star Light Adventure. L'agost de 2016, Stirling va llançar la cançó "Something Wild" que va escriure per a la pel·lícula de Disney, Pete's Dragon. La cançó es va reproduir al final dels crèdits i característiques tant a Brave Enough com a la banda sonora oficial de la pel·lícula. Stirling va aparèixer en diversos programes de televisió a l'agost per promocionar el seu nou àlbum, incloent "The Today Show" i "Morgenmagazin" de ZDF a Alemanya, interpretant The Arena en directe. Durant el mateix mes, Stirling va actuar a la cerimònia d'obertura de The International 2016 (8 d'agost), un torneig de Dota 2 que va tenir el premi més gran de la història dels esports electrònics. Més tard, Stirling també va aparèixer en un Schön! sessió de fotos de la revista i entrevista de reportatge.
El setembre de 2016, Stirling va iniciar la seva gira Brave Enough a San Diego, Califòrnia, que continuaria a tot el món durant 79 dates. Stirling també va interpretar l'himne nacional i un concert abans del partit per a l'obertura de la temporada dels 49ers de San Francisco contra els Rams de Los Angeles al Levi's Stadium. Stirling va portar una samarreta dels 49ers per actuar. El setembre també va marcar el llançament de tres edicions especials de Brave Enough. Tots publicats exclusivament en vinil, hi havia una edició de disc de remolí vermell, una exclusiva de Barnes & Noble amb la pista extra "Activate" i una edició d'Urban Outfitters limitada a 500 còpies amb una postal autografiada de Stiring adjunta. Stirling també va aparèixer a la portada de la revista de moda i estil de vida, "Bello", per a la seva edició d'estiu.
L'octubre de 2016, Stirling va llançar un vídeo musical per al senzill "Prism", amb ella mateixa com a cinc clons anomenats "The Violindseys". El mateix mes, Stirling va aparèixer a la portada de la revista Strings. El mes següent, Stirling va llançar el senzill Hold My Heart amb "ZZ Ward" juntament amb un vídeo temàtic dAlice in Wonderland. Més tard es va publicar un segon vídeo en col·laboració amb HP, amb Stirling interpretant tant a ella mateixa com a la seva super fan de l'alter ego Phelba. Stirling va ser un dels primers artistes a gravar per als singles de Spotify recentment llançats. Stirling va gravar dos temes acústics als estudis Spotify de Nova York, el seu senzill Something Wild i una versió de 7 Years de Lukas Graham. Es van estrenar al servei de streaming el 30 de novembre de 2016.
Stirling va començar el 2017 llançant una versió única i un vídeo de la seva cançó "Love's Just a Feeling" amb Rooty. Més tard l'any Stirling i Rooty interpretarien la cançó en directe amb Kelly i Ryan. Bebe Rexha va mostrejar "First Light" de Brave Enough i va acreditar a Lindsey Stirling a la cançó Small Doses com a violinista del seu EP All Your Fault: Pt. 1 publicat al febrer. A l'abril, després de la seva actuació a Londres per al Brave Enough Tour, Stirling va donar una entrevista i una actuació en directe al programa "The One Show" de la BBC al Regne Unit. En el mateix viatge, Stirling també va aparèixer a BBC Radio 2. Per al Record Store Day 2017, Stirling va llançar una còpia en vinil d'edició limitada de Brave Enough. El portal va ser signat per Stirling i limitat a 650 còpies a tot el món. Més tard aquell mes, actuaria als "Radio Disney Music Awards" al "Microsoft Theatre" de Los Angeles. Stirling va actuar com a part d'una formació amb Julia Michaels i Noah Cyrus El mes següent, es va publicar un documental anomenat Lindsey Stirling: Brave Enough com a contingut de pagament a través de YouTube. El documental va ser filmat durant la gira Brave Enough de Stirling i va incloure imatges de concerts, entrevistes i imatges personals. El mateix mes, Stirling va aparèixer a la revista digital de moda i estil de vida, Phoenix.
El setembre de 2017, Stirling es va anunciar com una de les celebritats per competir a la temporada 25 de "Dancing with the Stars". Va ser emparellada amb el ballarí professional Mark Ballas. Durant el transcurs del programa, Stirling va tenir dues ferides greus que gairebé la van descartar de la competició. Primer patint una lesió a una costella contundent i possible separació durant l'entrenament i més tard una lesió al genoll durant un assaig per a un ball de grup. L'actuació de Stirling a la setmana 4 de la competició va ser en record del seu pare, Stephen, que va morir el gener d'aquell any de càncer. El company de ball professional Ballas va portar un barret i una bufanda del pare de Stirling per a l'actuació. Stirling i Ballas van acabar en segon lloc, amb una mitjana de 27,1, i van aconseguir 5 actuacions de puntuació perfecta en els 17 balls.
A principis d'octubre de 2017, es va publicar un vídeo musical temàtic de Bollywood per a la cançó Mirage amb Raja Kumari. Més tard aquell mes, Stirling va llançar el seu quart àlbum d'estudi Warmer in the Winter, un disc temàtic de vacances. L'àlbum inclou Becky G, Trombone Shorty, Alex Gaskarth de "All Time Low" i Sabrina Carpenter. L'àlbum es va obrir al #32 del Billboard 200, venent 15.000 còpies, fent el seu quart àlbum Top 40. Al novembre, Stirling va anar a la seva gira nord-americana "Warmer in the Winter" celebrant el nou àlbum. L'octubre següent, Stirling va llançar una versió Deluxe de Warmer in the Winter que inclou cinc cançons addicionals. A més, es va llançar un vídeo musical de I Wonder as I Wander. Stirling va començar la seva gira Wanderland celebrant l'àlbum festiu en 24 dates a Amèrica del Nord. El novembre de 2018 per a l'esdeveniment del Black Friday del Record Store Day, Stirling va llançar un disc vinil especial de l'edició de vacances. El disc inclou imatges de Stirling de la seva sessió de fotos Warmer in the Winter impreses al disc de vinil. El senzill de doble cara tenia dues cançons: You're A Mean One Mr. Grinch i Dance Of the Sugar Plum Fairy. Va ser limitat a 2.350 còpies.
El 2018, va aparèixer al tema Hi-Lo, el tercer tema del quart àlbum d'estudi dEvanescence, Synthesis, llançat com a senzill al juny. Stirling va fer una gira amb la banda als Estats Units durant aquell estiu. Stirling també va aparèixer al "Yamaha All-Star Concert" a Anaheim el gener de 2018. Stirling va col·laborar amb Alexander Jean a la cançó Deeper publicada a mitjans del 2018. Això va fer una nova connexió entre Stirling i el seu soci de DWTS Mark Ballas.
A finals del 2018, Stirling va fer diverses aparicions a la televisió. Va tornar a "Dancing With The Stars", per a una aparició com a convidada a l'episodi del 15 d'octubre de 2018, ballant un "trio dance" amb Bobby Bones i Sharna Burgess. Més tard aquell mes, Stirling va aparèixer en un episodi de la primera sèrie de "The Outpost", interpretant el personatge Pock. Al novembre, Stirling va ser a la portada de la publicació francesa d'estil de vida, Grumpy Magazine. També llançaria un vídeo de You're a Mean One Mr Grinch amb Sabrina Carpenter, originari del seu àlbum de 2017 Warmer in the Winter. Al desembre, Stirling va ser un convidat a "Darci Lynne: My Hometown Christmas". En una entrevista més tard aquell mes, Stirling va revelar en una entrevista exclusiva amb el HuffPost, que va ser convidada a unir-se a la primera temporada d'"America's Got Talent: The Champions" però va rebutjar.

## 2019–2021: Artemis, gira mundial, sessions de corda i Lose You Now (EP)
El 21 de juny de 2019, Stirling va anunciar que el seu cinquè àlbum, Artemis, es llançaria més tard aquell any. Stirling va dir que s'havia inspirat en la deessa grega Artemisa, i va fer paral·lelismes amb les seves pròpies experiències i reptes. El primer senzill llançat de l'àlbum va ser Underground. Va ser un llançament conjunt d'àudio i vídeo musical. El mateix dia, Stirling va anunciar el seu Artemis Tour. La gira va començar a Mèxic i Europa el 2019, però es va ajornar durant la pandèmia de la Covid-19. La gira va tornar a Amèrica del Nord el 2021, però les dates de gira a Austràlia, Rússia i Ucraïna es van cancel·lar més tard. Al costat del llançament de l'àlbum, es va revelar que Stirling llançaria una sèrie de còmics de sis parts sota el títol Artemis.
El juliol de 2019, Stirling va interpretar The Upside, un senzill de l'àlbum, a la celebració "A Capitol Fourth" de PBS. Més tard la cançó va ser reeditada amb la veu d'Elle King, juntament amb un vídeo musical i una actuació televisiva a "Live with Kelly and Ryan".
El novembre de 2019, Stirling va tornar a les seves gires temàtiques de vacances, embarcant-se en la gira de "Warmer in the Winter Christmas Tour " en 26 dates a Amèrica del Nord. Aquesta va ser la seva tercera gira temàtica de vacances basada en l'àlbum "Warmer in the Winter". Durant la gira, es va publicar el seu vídeo de We Three Gentlemen. Stirling va aparèixer a la portada de "Guitar Girl Magazine" per al seu número d'hivern de 2019. Al novembre, es va publicar la col·laboració de Stirling amb Switchfoot a la cançó Voices. Va ser el senzill principal del seu àlbum Native Tongue.
Durant el 2019, una sèrie de cançons de Stirling s'utilitzarien a bandes sonores de televisió i pel·lícules. "Dance of the Sugar Plum Fairy" a "The Knight Before Christmas", "The Phoenix" a "The Chilling Adventures of Sabrina" i el popurrí "Phantom of the Opera" a "The Umbrella Academy".
El març de 2020, la NASA va publicar un vídeo de Stirling interpretant la cançó "Artemis" al Centre Espacial Kennedy. La cançó comparteix un nom amb el programa Artemis de la NASA que té l'objectiu de tornar els humans a la Lluna el 2024, inclosa la primera dona. Com a part de l'àlbum "Artemis", Stirling llançaria una sèrie de vídeos musicals per a cançons que no es van publicar com a senzills que coincidís amb la història de l'àlbum. El juny de 2020, es va publicar el vídeo de Between Twilight amb el ballarí professional Derek Hough. La història del vídeo mostra a Artemis (Stirling) coneixent a Orion (Hough) i enamorant-se. Més tard, al setembre de 2020, es va publicar un vídeo de "Til The Light Goes Out" amb Stirling com a líder d'una petita banda de místics que viuen al desert.
El maig de 2020, Stirling va llançar un podcast setmanal anomenat "String Sessions" i amb artistes musicals. Cada episodi comença amb una versió de corda (violí) d'una cançó de l'artista destacat. El podcast està disponible a YouTube, Spotify i Google Podcasts. Entre els convidats hi ha Andy Grammer, Amy Lee d'Evanescence, JP Saxe x Julia Michaels, Gabby Barrett i Johnny Rzeznik.
El juliol de 2020, Stirling va celebrar 3 milions de visualitzacions al seu canal de YouTube.
L'agost de 2020, Lindsey Stirling es va anunciar com a col·laboradora per segona vegada amb Evanescence per al tercer senzill, Use My Voice, al costat de molts cantants de rock i el col·laborador anterior Lzzy Hale. Inclou Stirling i Hale, Taylor Momsen de The Pretty Reckless, Sharon den Adel de Within Temptation, Deena Jakoub de Veridia i molts més familiars i amics propers d'Evanescence. El mateix mes, Stirling va llançar el senzill What You're Made Of amb lletres convidades de Kiesza. La cançó va ser escrita per al videojoc "Azur Lane". Al setembre, No Saving Me de Philmon Lee es va estrenar amb Stirling. Stirling també va col·laborar amb la banda nord-americana de post-hardcore "Escape the Fate" a la cançó Invincible a l'octubre. També es va publicar un vídeo musical per a la cançó que incloïa la pròpia Stirling. Stirling va ser a la portada de la "Civilian Magazine" per al seu número de tardor/hivern 2020 amb una entrevista i sessió de fotos exclusives.
Stirling va obrir el 2021 llançant el senzill Lose You Now en col·laboració amb DJ Mako. Es va basar en la seva cançó original, Guardian, d'Artemis. Mako va escriure la lletra de la cançó, i un vídeo musical va ser llançat el 15 de gener. La cançó va assolir el número 3 a la llista Billboard Dance/Electronic Digital Song Sales durant la setmana que va acabar el 30 de gener. L'abril de 2021, també es va publicar una versió acústica de la cançó. Durant el mateix mes, Stirling va llançar una portada i un vídeo musical de la cançó Wild Rift del popular videojoc "League of Legends". Stirling també va aparèixer en aquest moment en una campanya publicitària per a l'Asus Zenbook.
El juliol de 2021, Stirling va llançar el seu segon EP per al "Record Store Day". Titulat Lose You Now, l'EP de cinc cançons era un vinil exclusiu, limitat a 2.000 còpies amb una cara B gravada. El mateix mes, es va publicar un vídeo de la cançó Masquerade d'Artemis, basat en una pel·lícula muda. El vídeo va ser filmat a l'Orpheum Theatre de Los Angeles. Després d'això, Stirling va llançar més col·laboracions en videojocs. L'agost de 2021, va interpretar una versió de la partitura de Tales of Arise per a la nit d'obertura de Gamescom. Més tard es va publicar un vídeo per a la cançó de batalla Flame of Hope. "Lindsey Stirling is returning to the stage where judges once Stirling també apareixeria com a intèrpret convidat a "America's Got Talent" al costat del mag dos vegades campió Shin Lim. Al setembre, Stirling va anunciar que llançava una versió de rock de Rage Beneath The Mountains de Genshin Impact per al seu primer aniversari.
Stirling va anunciar a l'octubre de 2021 que havia col·laborat amb el soci d'instruments a llarg termini Yamaha per produir un violí Crystallize d'edició limitada. L'instrument està fet d'una varietat de fustes fines, com ara auró, avet i fusta del Brasil. El violí estava limitat a 100 unitats i com a paquet amb instrument de la marca Stirling, arc, colofonia i estoig tenia un preu de 2.495 dòlars. El mateix mes, es va anunciar una col·laboració entre Stirling i l'empresa de cosmètics Bellapierre. Es va llançar Intentional Beauty de Lindsey Stirling, amb el primer producte una paleta de bellesa citrí. La música de Stirling es va presentar com a part de la celebració del 50è aniversari del "Walt Disney World Resort" de Disney a l'espectacle "Harmonious" a l'EPCOT, un esdeveniment nocturn que va començar a l'octubre.
Al novembre, Stirling es va embarcar en "The Lindsey Stirling Christmas Program Tour", una sèrie de concerts nord-americans de 22 dates. Aquesta va ser la seva quarta gira temàtica de vacances. Més tard aquell mes, el 28 de novembre, "Lindsey Stirling: Home for the Holidays" es va estrenar a les sales de cinema. Una barreja de cançons de Nadal i altres cançons populars de Stirling es van gravar i filmar amb una coreografia única específicament per a aquest llançament. El mateix mes, es va publicar una cançó especial Lords juntament amb el videojoc per a mòbils "Lords Mobile". Stirling havia estat a l'alineació original d'"Electric Forest" l'any 2022, però el seu nom va estar més tard absent del seu anunci, juntament amb altres absents notables com Flume i Diplo.

## 2022-present: Snow Waltz i actuacions en directe
Stirling va començar el 2022 anunciant que havia escrit el tema principal de la sèrie de la CBS Good Sam, amb Sophia Bush. Al febrer, Stirling va encapçalar la gran inauguració del "Bell Bank Park", un nou pavelló esportiu i d'oci a Arizona. Al març, Stirling va ser convidat a la temporada 3, episodi 111 del "Kelly Clarkson Show", actuant al costat de Karolina Protsenko."Carlie Hanson, Avril Lavigne, Lindsey Stirling & Karolina Protsenko Confirmed For "Kelly Clarkson Show" Performances". Headline Planet. 24 febrer 2022. Consultat 4 març 2022. Després del llançament de l'aplicació Amp d'Amazon, la companyia va anunciar en un comunicat de premsa que Stirling llançaria un programa a la plataforma. El seu primer programa es va emetre el 30 de març de 2022. En una entrevista publicada el 31 de març de 2022 amb el violinista Stirling va confirmar que estava treballant en un nou àlbum. El 2 d'abril, Stirling va actuar al "Seaworld Orlando" per al seu esdeveniment "Seven Seas Food Festival" al "The Nautilus Theatre". Més tard aquell mes, es va confirmar que Stirling actuaria tant al Festival de Sandpoint el 6 d'agost de 2022 com a la Fira de l'estat de Washington el 17 de setembre de 2022. També està previst que Stirling actuï al Britt Festival el 4 d'agost de 2022. L'11 d'abril, es va anunciar que Stirling havia col·laborat amb "Kluge Interactive" en un paquet DLC per al seu joc de música de realitat virtual Synth Riders que es publicaria més tard aquell mes. Es va anunciar que Stirling actuaria al Festival Internacional de Jazz de Mont-real 2022. El seu concert va tenir lloc a la Salle Wilfrid-Pelletier el 7 de juliol de 2022. El 3 de maig de 2022 es va anunciar que Stirling actuaria a l'Amfiteatre del Pacífic com a part de la seva sèrie de concerts d'estiu al juliol.
A principis de juny, Stirling va aparèixer a la cançó Maniac publicada per les amigues al seu àlbum (e)motion sickness. El 21 de juny, Stirling va formar part de l'esdeveniment en directe de "Disney+ Harmonious Live" transmès des d'EPCOT a Disney World. Stirling es va anunciar com a intèrpret per a l'agost de 2022 a la sèrie de concerts "Clear Summer Nights" a Bend, Oregon. El 12 de juliol, es va publicar un vídeo musical de Love Goes On And On amb la cantant principal d'Evanesence Amy Lee.
El 25 d'agost, Stirling va anunciar el seu nou àlbum temàtic de vacances anomenat Snow Waltz. Al costat de l'anunci, es va publicar la primera cançó Ice Storm com a vídeo musical a YouTube. L'àlbum va ser gravat a Los Angeles, produït per Gladius i es publicarà digitalment a l'octubre, i en vinil al novembre. Al setembre, Stirling va anunciar una gira nord-americana per coincidir amb el llançament de Snow Waltz durant novembre i desembre de 2022.

## Filantropia
L'1 d'octubre de 2013, Stirling es va associar amb l'organització sense ànim de lucre "Atlanta Music Project" per ajudar a difondre l'estima per la música als nens que d'altra manera no tindrien l'oportunitat. La missió de l'"Atlanta Music Project" era 
| « | <"inspirar el canvi social proporcionant als joves desatesos d'Atlanta l'oportunitat d'aprendre i interpretar música en orquestres i cors".> | » |

Per això, Stirling va posar a disposició dues samarretes "Lindsey Stirling/The Power of Music" d'edició limitada. Els diners recaptats de la venda d'aquestes samarretes van anar directament a l'"Atlanta Music Project" amb l'objectiu combinat de recaptar prou per proporcionar formació musical a 50 nens.
El 22 de març de 2014, Stirling es va unir al Cirque du Soleil per a la segona edició anual "One Night for One Drop" a Las Vegas. L'organització sense ànim de lucre va presentar l'espectacle al "Mandalay Bay Resort and Casino" en celebració del Dia Mundial de l'Aigua, un dia que anima la gent a conservar els recursos hídrics en un esforç per fer que l'aigua neta sigui accessible per a tothom.
Durant la seva gira Warmer in the Winter del 2017, es va animar als convidats VIP a portar una joguina sense obrir per donar-la a "Toys for Tots". Els donants van rebre un laminat fotogràfic exclusiu de Stirling i la mascota del chihuahua Luna Latte.
El 15 de desembre de 2018, com a part de la sèrie de concerts de "Ronald McDonald House Charities of Western New York", Stirling va actuar al Shea's Buffalo Theatre. Tots els beneficis de l'espectacle van ser per a la "Buffalo Ronald McDonald House" i al "Family Lounge & Happy Wheel Cart" de l'Hospital Infantil John R. Oishei.
L'abril de 2020, Stirling va llançar "The Upside Fund", una organització benèfica sense ànim de lucre per donar suport a les persones que lluiten durant la pandèmia de la Covid-19. En una entrevista de juliol, es va revelar que ella havia donat centenars de milers de dòlars, i estava ampliant l'abast de la caritat per incloure a qualsevol que tingués problemes econòmics en aquell moment. Més tard aquell mes, es va establir una associació amb "Tea North", una empresa canadenca que donaria el 100% dels seus beneficis en línia durant un mes a "The Upside Fund". El 27 d'agost de 2020, Stirling va anunciar que subhastaria diversos dels seus vestits d'actuació a eBay amb tots els ingressos donats a l'organització benèfica. Stirling va repetir això el maig del 2021 amb lots de subhasta que inclouen el seu vestit de vídeo musical Roundtable Rival. Per a la temporada festiva del 2021, Stirling es va associar amb "Resolve Partners" per impulsar donacions a través de "The Upside Fund" per ajudar aquells que necessiten suport financer per a les factures mèdiques. El novembre de 2021, Stirling es va associar amb Fandiem per organitzar un sorteig en línia on els fans podien donar i guanyar un violí d'edició limitada Yamaha Crystallize i una lliçó virtual amb ella. El febrer de 2022, Stirling va organitzar una altra subhasta de vestits per donar suport a "The Upside Fund" a eBay.
El 8 de maig de 2020, Stirling va participar al Festival 320, un esdeveniment de conscienciació sobre la salut mental creat per Talinda Bennington i Kevin Lyman. A causa de les restriccions de quarantena de COVID-19, l'actuació es va retransmetre en directe des de la granja de la seva germana a Missouri. Tots els beneficis nets de l'esdeveniment van ser donats als seus socis sense ànim de lucre.
El març de 2022, Stirling va anunciar que organitzava una subhasta per donar suport a Unicef a Ucraïna després de la invasió russa. Molts incloïen vestits de vídeo i gires, juntament amb el violí utilitzat quan era adolescent. Els articles es van vendre col·lectivament per més de 16.000 dòlars.

## Instruments
Stirling utilitza una varietat de violins depenent de la seva actuació. Per a actuacions en directe, utilitza principalment Yamaha SV-250 Silent Violin Pro i violí acústic de fibra de carboni Luis i Clark "Nero". Stirling fa servir el violí elèctric Yamaha des de l'any 2000[300], i el violí Luis i Clark es va fer famós després que l'utilitzessin en la seva versió de "Radioactive" amb Pentatonix el 2013. Per gravar en estudi, Stirling utilitza un Ernst de principis del segle xx. Heinrich Roth "Roth" el violí acústic la majoria del temps i el seu violí silenciós Yamaha per a un so extremadament net. Abans d'utilitzar el "Nero", Stirling va utilitzar el seu "Roth" durant les actuacions en directe. No obstant això, va deixar d'utilitzar "Roth" en directe perquè suava molt durant l'espectacle. Stirling també té tres violins més que són un violí eBay de 40 dòlars "Ingrid", un violí Wood Viper violeta "Viper" i un violí silenciós Yamaha "Steampunk". "Steampunk" és el seu primer violí elèctric, i "Ingrid" s'utilitza per a acrobàcies perilloses als seus vídeos musicals.
En una entrevista a l'agost de 2016 amb la revista Strings, Stirling va declarar que els violins elèctrics Yamaha són la seva "arma preferida", mentre que el "Roth" que anomena Excalibur és el seu favorit. El 2020, Stirling es va unir a Reverb per parlar dels seus cinc violins preferits, inclòs David Bowie, el seu violí de ballesta. En un vídeo del 2022 penjat a TikTok, Stirling va mostrar als fans tots els seus violins actuals.
Altres violins inclouen:
- Cleòpatra - Un elèctric amb el cos incrustat de gemmes. Apareix sovint quan es fa "Master of Tides"
- Anastasia - Un regal dels fans russos. Cos vermell amb decoració diversa de fauna al cos frontal.
- Pickles - Un violí infantil utilitzat per als interludis de concerts.
- Violumpet: un violí d'acrobàcia convertit amb aparell de trompa; apareix a "Roundtable Rival".
- Ace - Un violí acústic alternatiu
- David Bowie - Un elèctric amb un accessori de ballesta; apareix a "Artemis"
- Arowen - Un elèctric amb un cos incrustat de gemmes de plata.
- Starlight - Un elèctric amb una tira de llum LED.
- Spoon - Una sèrie elèctrica Yamaha YEV104 amb un acabat de fusta natural.
- Crystallize: una característica elèctrica de Lindsey Stirling Yamaha.

Stirling utilitza el L.R. Baggs Violin Pickup per als seus "Roth" i "Nero". El març de 2022, Stirling va subhastar un violí que va utilitzar quan era adolescent per a l'organització benèfica Unicef. El violí es va vendre per 7.200 dòlars."Lindsey's Teenage Violin". eBay. 12 març 2022.

## Vida personal
Stirling va assistir a la Brigham Young University (BYU) a Provo, Utah, per estudiar cinematografia. Més tard va servir com a missionera a la ciutat de Nova York per a l'Església de Jesucrist dels Sants dels Darrers Dies (Església LDS). Una història que va escriure sobre la seva missió es va publicar més tard a la recopilació Do Not Attempt in Heels: Mission Stories and Advice from Sisters Who've Been There. Stirling va tornar a Provo el 2009 per continuar estudiant a BYU. Després es va traslladar a Arizona, el desembre de 2012, per estar amb la seva família. L'agost de 2015, es va graduar a la BYU Marriott School of Management amb una llicenciatura en ciències en gestió de recreació. Resideix a Los Angeles i el 2019 es va traslladar a Hollywood Hills, comprant una propietat al director de cinema John Stalberg Jr. El desembre de 2015, Stirling es va convertir en la propietaria de Luna, un chihuahua que li fa de mascota. Apareixent a l'escenari i en sessions de fotos, Stirling atribueix a Luna que l'ha ajudat a superar la pèrdua d'amics i familiars propers.
Durant un breu temps va sortir amb el cineasta Devin Graham, que havia assistit a la mateixa universitat i església. Els dos van començar a sortir poc després del rodatge de "Crystallize" i Graham es va traslladar a Utah. Des de llavors, els dos han acabat amb la seva relació professional i personal. L'octubre de 2017, a "Dancing with the Stars", Stirling va revelar que la seva relació d'any i mig amb Ryan Weed va acabar.
Stirling ha parlat públicament sobre la seva batalla contra l'anorèxia. Va descobrir el seu trastorn mentre treballava en un centre de tractament per a noies amb problemes. Stirling va dir en una entrevista a "Good Morning America" que la seva cançó Shatter Me era en realitat la meva història de superar el meu trastorn alimentari. L'art de la portada de l'àlbum és una referència a la seva lluita que mostra una ballarina d'aspecte perfecte que es troba al mig d'un globus de vidre esquerdat. El 2013, Stirling va ser presentada per l'Església LDS a la seva campanya Sóc un mormó en què va parlar obertament sobre com la seva fe va ajudar en la seva batalla durant l'escola secundària i la universitat. El 25 de novembre de 2014, va actuar i va respondre preguntes en una transmissió mundial en directe als joves LDS. Una gravació de vídeo d'una hora de l'esdeveniment es va presentar a la pàgina d'inici de l'Església LDS. Stirling és abstèmia, i durant les gires té una prohibició al seu equip de consumir alcohol al seu autobús de gira.
Stirling té un cos celeste que porta el seu nom, l'asteroide 242516 Lindseystirling, d'uns 2–3 km de diàmetre, semi-eix major de 2,72 UA, excentricitat de 0,051, inclinat 3,7 graus a l'eclíptica.

## Membres de la banda de gira
- Drew Steen - bateria, percussió (2012-present)[212]
- Kit Nolan - teclats, guitarres i mostres (2015-present)[213]
- Ryan Riveros - teclats, guitarres (2021-present)[214]

Antic
- Jason "Gavi" Gaviati - teclats, mostres (2012–15);[326] Gaviati va morir el 21 de novembre de 2015.[215]

## Filmografia
| Any  | Títol                             | Rol          | Notes                                      |
| ---- | --------------------------------- | ------------ | ------------------------------------------ |
| 2010 | America's Got Talent              | Ella mateixa | Contestant on season 5                     |
| 2015 | Breaking Through                  | Phelba       |                                            |
| 2016 | Sing It!                          | Guest Judge  | Season 1, Episode 5                        |
| 2016 | Convos with My 2 Year Old         | Lindsey      | Season 7, Episodes 12 & 13                 |
| 2016 | A Trip to Unicorn Island          | Ella mateixa |                                            |
| 2017 | Lindsey Stirling: Brave Enough    | Ella mateixa | Documentary                                |
| 2017 | Dancing with the Stars            | Ella mateixa | Subcampió en marxa season 25               |
| 2018 | The Outpost                       | Pock         | Season 1, Episode 6                        |
| 2018 | America's Got Talent              | Ella mateixa | Intèrpret convidat activat season 13 Final |
| 2020 | S.A.L.E.M                         | Luna (veu)   | Pilot                                      |
| 2021 | Paltrocast with Darren Paltrowitz | Ella mateixa | Season 4, Episode 14                       |

## Publicacions musicals
Stirling ha escrit i publicat diversos llibres de música que ha interpretat o arranjat per a violí i piano. A més, també ven partitures de la seva pròpia botiga en línia.
| Títol                                                                         | Data publicació | Editor      | ISBN       |
| ----------------------------------------------------------------------------- | --------------- | ----------- | ---------- |
| Lindsey Stirling - Violin Play-Along Volume 35                                | Desembre 2013   | Hal Leonard | 1476871256 |
| Lindsey Stirling Hits Violin Play-Along Vol. 45                               | Desembre 2014   | Hal Leonard | 148036066X |
| Lindsey Stirling Favorites: Violin Play-Along Volume 64                       | Desembre 2016   | Hal Leonard | 1495062872 |
| Hallelujah: Arranged by Lindsey Stirling for Violin and Piano                 | Desembre 2017   | Hal Leonard | 1540006921 |
| Les Miserables Medley for Violin and Piano: As Performed by Lindsey Stirling  | Desembre 2017   | Hal Leonard | 1540012174 |
| The Greatest Showman: Medley for Violin & Piano: Arranged by Lindsey Stirling | Desembre 2018   | Hal Leonard | 1540027562 |
| The Greatest Showman: Medley for Violin: Arranged by Lindsey Stirling         | Desembre 2018   | Hal Leonard | 1540027554 |
| Lindsey Stirling - Piano Collection                                           | Desembre 2019   | Hal Leonard | 1540041131 |
| Lindsey Stirling - Piano Collection: Intermediate Piano Solos                 | Desembre 2019   | Hal Leonard | 154004114X |
| Lindsey Stirling - Christmas Collection: Violin Play-Along Volume 81          | Desembre 2020   | Hal Leonard | 1540059006 |

## Còmics
Lindsey Stirling va llançar una sèrie de còmics per combinar amb el seu àlbum, Artemis.
| Títol                         | Data publicació | Editor                   |
| ----------------------------- | --------------- | ------------------------ |
| Artemis Preview Edition       | Setembre 2019   | Golden Apple Comics      |
| Artemis #1                    | Novembre 2019   | Lindseystomp Productions |
| Artemis #2                    | Juny 2020       | Lindseystomp Productions |
| Artemis #3                    | Octubre 2020    | Lindseystomp Productions |
| Artemis #4                    | Maig 2021       | Lindseystomp Productions |
| Artemis #5                    | Juny 2021       | Lindseystomp Productions |
| Artemis #6                    | Juliol 2021     | Lindseystomp Productions |
| Artemis The Collected Edition | Setembre 2021   | Lindseystomp Productions |

## Tours
Gira 2012-2013
La primera gira de Stirling va durar gairebé un any amb 122 dates per Amèrica del Nord, Europa, Àsia i Austràlia. La gira de Lindsey Stirling va començar tres dies abans del llançament en CD del seu primer àlbum, Lindsey Stirling. La seva gira va començar el 2012 amb dates a Amèrica del Nord als Estats Units i Canadà. A principis de 2013, Stirling va continuar la seva gira per Europa com a "gira de prova". La seva etapa oficial europea va començar a Rússia el 22 de maig de 2013. L'agost de 2013, va continuar la seva gira, afegint dates per Àsia i Austràlia. En acabar la seva gira, Stirling va afegir una darrera data al Regne Unit el 4 de setembre de 2013. Els espectacles van ser un èxit ja que es van esgotar 46 dates, i a Ticketmaster.com l'audiència va valorar la gira de 4,7 sobre 5 estrelles.
Gira 2014-2015
El 2014 i el 2015, Stirling va tocar al "Shatter Me World Tour" i al "The Music Box Tour". La etapa nord-americana i europea del 2014 de la gira de Lindsey Stirling va consistir en la realització de 77 espectacles durant un període de cinc mesos. El 2015, Stirling va fer 67 espectacles als cinc continents. Stirling va fer una gira per Amèrica del Nord, Europa, Àsia, Oceania i Amèrica del Sud, sent la primera vegada que presentava un espectacle en aquest continent. El desembre de 2014, es va confirmar que més de 200.000 persones havien assistit als espectacles de Stirling, més de la meitat d'elles provinents del continent europeu.
Gira d'estiu de Lindsey Stirling (2016)
Després de prendre nou mesos de descans per gravar un nou àlbum, Brave Enough, que es va publicar el 19 d'agost de 2016, Stirling va tornar a fer gira. Un anunci d'abril de 2016 va confirmar la seva gira d'estiu que inclouria concerts i festivals individuals als Estats Units d'Amèrica. L'anunci es va produir poc després de la seva aparició sorpresa a Coachella.
Festivals europeus d'estiu (2016)
Després de completar la seva gira d'estiu, Stirling va tocar en quatre festivals d'estiu el setembre de 2016. Va començar a "Electric Picnic" a Irlanda el 3 de setembre abans de viatjar al "Festival du Chant Gros" a Suïssa i actuar el 7 de setembre. Aleshores Stirling interpretaria a "Fête de l'Humanité" el 9 de setembre i a "Lollapalooza Germany" a Berlín el 10 de setembre abans de tornar per començar la seva gira Brave Enough 2016/17 unes setmanes més tard.
Brave Enough Tour (2016-2017)
Després de la seva gira d'estiu de 2016, Stirling va començar la seva gira mundial de 79 dates que s'estén per 4 continents fins al 2016 i el 2017. La gira va començar a San Diego, Califòrnia el 2016 i va acabar a Guadalajara l'agost de 2017.
Warmer in the Winter Tour (2017)
La primera gira de Nadal de Stirling. Lindsey Stirling va anunciar el seu 2017 Warmer in the Winter Tour, que començarà a la tardor el 8 de novembre a Albany, NY al Palace Theatre. Va concloure a Phoenix, AZ al Comerica Theatre el 23 de desembre. Stirling va retransmetre el concert en directe a Twitter el 28 de novembre.
Lindsey Stirling actuant el 2018
Stirling i Evanescence van anunciar que seran co-capçalera junts per a la segona etapa del Synthesis Tour d'Evanescence. També estaven acompanyats per una orquestra completa.
Artemis Tour (2019-2022)
Stirling va anunciar la seva gira mundial Artemis el 2019 per donar suport al seu darrer àlbum. La gira va començar a Mèxic el 2019, abans de traslladar-se a Europa. La gira estava programada per continuar el 2020 per Amèrica del Sud, Austràlia i més tard Amèrica del Nord, però aquests concerts es van ajornar a causa de la Covid-19. La gira nord-americana es va reprogramar i va començar el 2021.
Warmer in the Winter Tour (2019)
El 18 de setembre de 2019, Stirling va anunciar la continuació de la seva gira de temàtica nadalenca d'anys anteriors. La gira estava programada per començar el 19 de novembre a Fresno, CA al "Warnors Center for the Performing Arts" i concloure el 23 de desembre a Fort Myers, FL al "Barbara B. Mann Performing Arts Hall".
The Lindsey Stirling Christmas Program Tour (2021)
L'octubre de 2021, Stirling va anunciar una gira de Nadal als Estats Units. La gira duraria 22 dates. La gira va començar a Memphis, TN el 26 de novembre i va concloure el 22 de desembre a Mobile, AL.
Tour de vals a la neu (2022)
El setembre de 2022, Stirling va anunciar a través de les xarxes socials que s'embarcaria en la seva quarta gira temàtica de Nadal. El Snow Waltz Tour es durà a terme durant el novembre i el desembre de 2022 en diverses dates als Estats Units, començant a Grand Prairie, Texas, i acabant a Los Angeles, Califòrnia. La gira és en suport del seu segon àlbum festiu, Snow Waltz.

## Premis i nominacions
| Any  | Premi                    | Categoria                                            | Nominat/Obra                    | Perdut a                                             | Resultat  | Ref     |
| ---- | ------------------------ | ---------------------------------------------------- | ------------------------------- | ---------------------------------------------------- | --------- | ------- |
| 2014 | Billboard Music Awards   | Top Dance/Electronic Album                           | Lindsey Stirling                | Daft Punk                                            | Nominat   | [ 236 ] |
| 2015 | Billboard Music Awards   | Top Dance/Electronic Artist                          | Lindsey Stirling                | Calvin Harris                                        | Nominat   | [ 237 ] |
| 2015 | Billboard Music Awards   | Top Dance/Electronic Album                           | Shatter Me                      | N/D                                                  | Guanyador | [ 237 ] |
| 2017 | Billboard Music Awards   | Top Dance/Electronic Artist                          | Lindsey Stirling                | The Chainsmokers                                     | Nominat   | [ 238 ] |
| 2017 | Billboard Music Awards   | Top Dance/Electronic Album                           | Brave Enough                    | N/D                                                  | Guanyador | [ 238 ] |
| 2014 | German Echo Music Awards | Newcomer International                               | Lindsey Stirling                | Beatrice Egli                                        | Nominat   | [ 239 ] |
| 2014 | German Echo Music Awards | Best Crossover Act                                   | Lindsey Stirling                | N/D                                                  | Guanyador | [ 240 ] |
| 2015 | German Echo Music Awards | Best Crossover Act                                   | Shatter Me                      | N/D                                                  | Guanyador | [ 241 ] |
| 2016 | Libera Awards            | Video of the Year                                    | Take Flight                     | Run The Jewels, Grimes                               | Nominat   | [ 242 ] |
| 2014 | Teen Choice Awards       | Choice Web Star: Music                               | Shatter Me                      | Shawn Mendes                                         | Nominat   | [ 243 ] |
| 2015 | Teen Choice Awards       | Choice Web Star: Music                               | Shatter Me                      | Shawn Mendes                                         | Nominat   | [ 244 ] |
| 2013 | Streamy Awards           | Best Choreography                                    | Lindsey Stirling                | N/D                                                  | Guanyador | [ 245 ] |
| 2014 | Streamy Awards           | Best Musical Artist                                  | Lindsey Stirling                | N/D                                                  | Guanyador | [ 246 ] |
| 2015 | Streamy Awards           | Best Collaboration                                   | Pentatonix and Lindsey Stirling | Nice Peter, EpicLLOYD, Grace Helbig, and Hannah Hart | Nominat   | [ 247 ] |
| 2015 | Streamy Awards           | Best Original Song                                   | "Take Flight"                   | Alessia Cara                                         | Nominat   | [ 247 ] |
| 2016 | Streamy Awards           | Best Cover Song                                      | "Hallelujah" by Leonard Cohen   | N/D                                                  | Guanyador | [ 248 ] |
| 2013 | YouTube Awards           | Response of the Year                                 | "Radioactive" (with Pentatonix) | N/D                                                  | Guanyador | [ 249 ] |
| 2015 | YouTube Awards           | Artist of the Year                                   | Lindsey Stirling                | N/D                                                  | Guanyador | [ 250 ] |
| 2016 | Shorty Awards            | Best YouTube Musician                                | Lindsey Stirling                | N/D                                                  | Guanyador | [ 251 ] |
| 2019 | Daytime Emmy Awards      | Outstanding Musical Performance in a Daytime Program | Lindsey Stirling                | The Cast of The Band's Visit                         | Nominat   | [ 252 ] |